# Quallallet

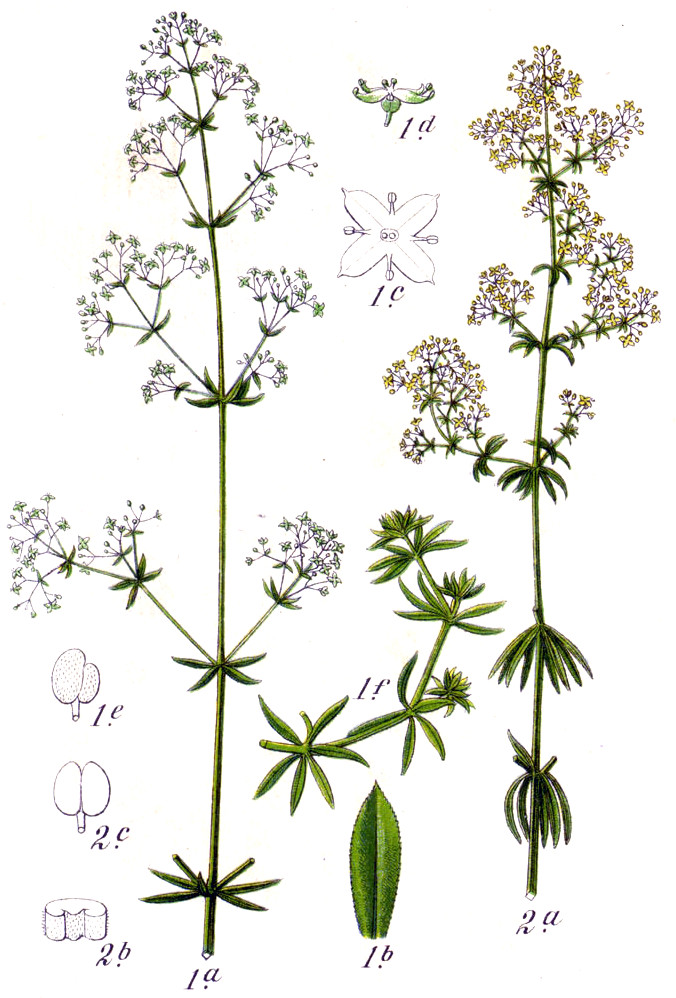
Il·lustració

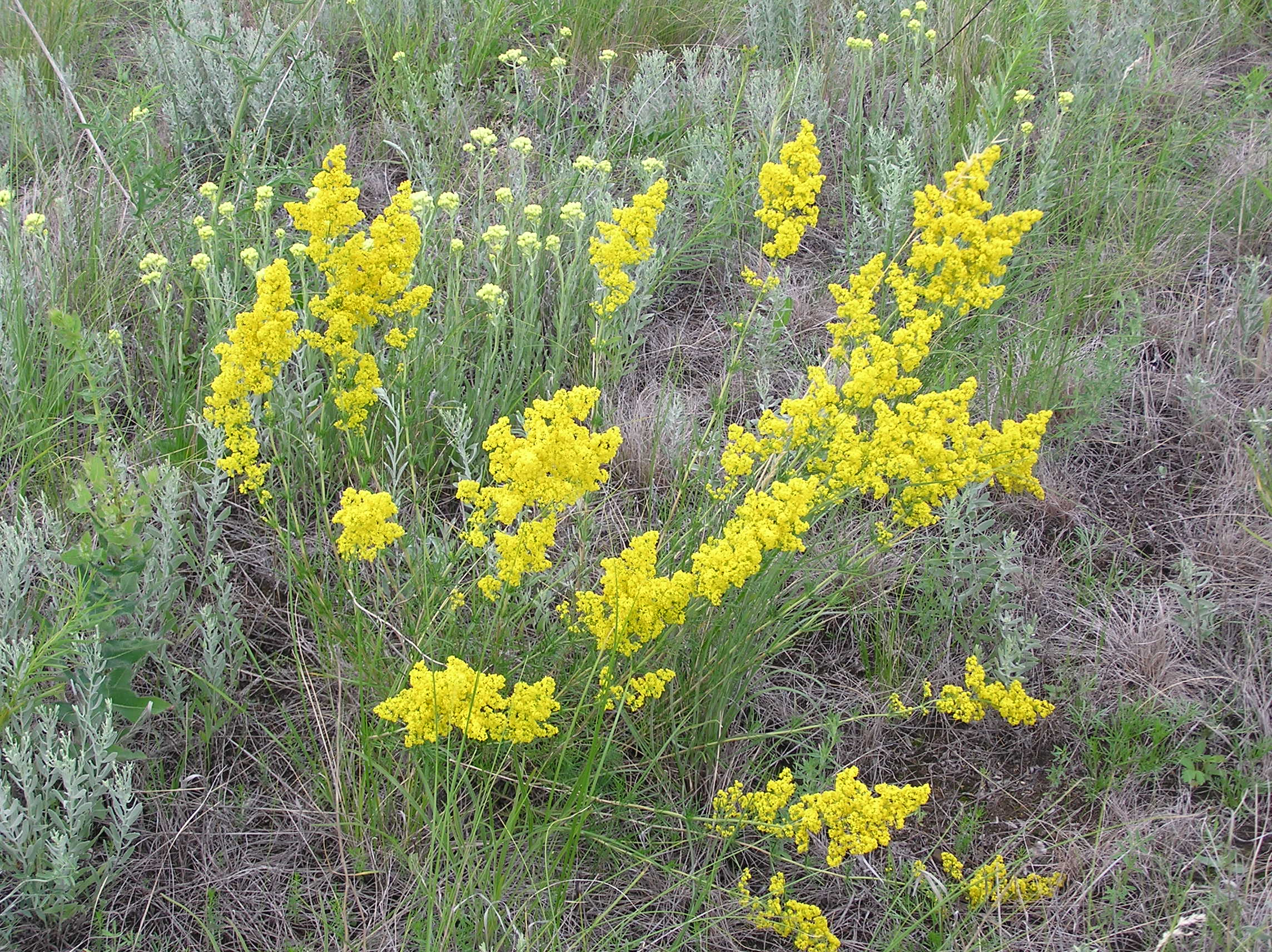
Al seu hàbitat

L'espunyidella groga, o quallallet (Galium verum) és una espècie de planta del gènere Galium, de la família de les rubiàcies.
És originària d'Euràsia.

## Descripció
És una planta lleument enfiladissa amb tiges de fins a 120 cm que molt sovint arrelen quan toquen terra. Les fulles són piloses de color verd fosc i d'un a tres cm de llargada. Les flors són agrupades i de color groc.
A la mitologia escandinava, l'espunyidella groga era l'herba de la deessa Frigg.

## Usos
Les flors s'utilitzaven antigament per quallar la llet i també per a tenyir roba de color vermell. El nom "espunyidella" o "espunyidera" prové d'espunyir o esprémer amb els punys les plantetes després de remullar-les un temps, per a extreure'n el líquid.